# Capitole de l'État de l'Utah
Le Capitole de l'État de l'Utah, construit entre 1912 et 1916 par l'architecte Richard Karl August Kletting, se trouve sur Capitol Hill, colline surplombant le centre-ville de Salt Lake City, capitale de l'État. Il est inscrit depuis 1978 au Registre national des lieux historiques.